# INFOBAR C01
INFOBAR C01（いんふぉばー しーぜろいち）は、シャープによって日本国内向けに開発された、auブランドを展開するKDDIおよび沖縄セルラー電話のCDMA 1X WIN対応テンキー付きストレート型スマートフォンである。製造型番はSHX12（えすえいちえっくす いちに）。メーカー型番はAF30。

## 概要
- iidaブランドのスマートフォンとしては2番目に開発された機種であり、既存のINFOBAR A01（SHX11）のテンキーボード付きバージョンにあたる。ただし十字キーは採用しておらず、文字変換や通話等にはタッチパネルを使用する。
- 製品名に付けられている「C」はClassicを意味する。
- INFOBAR A01に引き続きiida UIを採用しており、今回はロック解除画面でフリックすることにより設定した機能を呼び出せるショートカット機能が追加されている。
- iidaブランドの機種としてはこの機種より端末本体、およびシステム起動開始時の画面上、パッケージ、および同梱されている取扱説明書のiidaロゴの表示が廃止された。

## 沿革
- 2012年（平成24年）1月7日 - 連邦通信委員会（FCC）を通過[2]。
- 2012年1月16日 - KDDIより公式発表。
- 2012年2月3日 - 全国にて一斉発売。
- 2012年3月5日 - 最初のケータイアップデートを実施。
- 2012年4月25日 - 2回目のケータイアップデートを実施。
- 2012年7月18日 - 3回目のケータイアップデートを実施。
- 2013年（平成25年）2月 - 東北・九州地区を除き全て販売終了。
- 2013年4月 - 東北・九州地区にて販売終了。

## 主な機能・サービス
※PC向けWebブラウザが標準装備されている。携帯向けサイト(EZWeb)は他のスマートフォンやPCと同じく閲覧不可。
| 主な機能・対応サービス                                                  | 主な機能・対応サービス                           | 主な機能・対応サービス              | 主な機能・対応サービス                                             |
| ----------------------------------------------------------------------- | ------------------------------------------------ | ----------------------------------- | ------------------------------------------------------------------ |
| Webブラウザ                                                             | LISMO! for Android メディアプレイヤー LISMO WAVE | おサイフケータイ                    | ワンセグ                                                           |
| au one メール PCメール Gmail EZwebメール                                | デコレーションメール                             | Skype au                            | PCドキュメント                                                     |
| au Smart Sports Run & Walk Karada Manager ゴルフ(web版) Fitness、歩数計 | GPS 方位計                                       | au oneナビウォーク au one助手席ナビ | au one ニュースEX au one GREE                                      |
| じぶん銀行                                                              | 緊急地震速報                                     | Bluetooth                           | 無線LAN機能 (Wi-Fi) テザリング (Wi-Fi・USB) +WiMAX (モバイルWiMAX) |
| 赤外線通信                                                              | WIN HIGH SPEED                                   | グローバルパスポート(CDMA・GSM)     | auフェムトセル                                                     |
| microSD microSDHC                                                       | モーションセンサー(6軸)                          | 防水 防塵                           | 簡易留守録 着信拒否設定                                            |

- 安心セキュリティパックは、フル対応

## ケータイアップデート
- 2012年3月5日に最初のケータイアップデートが配信された。[6] アップデートで修正される内容は次の通り。
  - ブラウザを利用してインターネットで地図サイトへ接続して地図をドラッグした際に表示のちらつき、およびスムーズに動作しない場合がある。
- 2012年4月25日に2回目のケータイアップデートが配信された。[7] アップデートで修正される内容は次の通り。
  - EメールとCメールの絵文字がスムーズにスクロールしない場合がある。
- 2012年7月18日に3回目のケータイアップデートが配信された。[8] アップデートで修正される内容は次の通り。
  - Wi-Fi接続時の品質の向上。
  - 非対応のメモリカード（microSDXCメモリカード）を取り付けると、メモリカード内のデータが破損する現象の改善[9]。ただしアップデートを適用してもこれまで通りmicroSDXCカードには非対応のままである。
  - SMS(Cメール)受信時の表示不具合の改善。